# Shanghai Shenhua Zuqiu Julebu
Lo Shanghai Shenhua Zuqiu Julebu (上海申花足球俱乐部S, Shànghǎi Shēnhuā Zúqiú JùlèbùP), a volte tradotto come Shanghai Shenhua Football Club, è una società calcistica cinese con sede a Shanghai, militante nella Super League (Cina). Gioca le partite casalinghe allo Stadio Hongkou di Shanghai (33 060 posti). I colori sociali sono blu, rosso e bianco.
Già noto come Shangai F.C., il 10 dicembre 1993 si diede un'organizzazione professionistica completa in modo da poter essere uno dei membri fondatori della Jia-A League nel 1994. Da allora ha vinto 1 campionato cinese, 4 Coppe della Cina e 5 Supercoppe di Cina, oltre a una  A3 Champions Cup
Secondo Forbes, nel 2015 era il sesto club più ricco di Cina.

## Denominazione
- Dal 1951 al 1953: Huadong Zuqiu Julebu (华东足球俱乐部S; East China Football Club)
- Dal 1953 al 1993: Shanghai Shi Zuqiu Dui (上海市足球队S; Shanghai Football Team)
- Dal 1993 al 2001: Shanghai Shenhua Zuqiu Julebu (上海申花足球俱乐部S; Shanghai Shenhua Football Club)
- Nel 2001: Shanghai Shenhua Tuo Pu Zuqiu Julebu (上海申花托普足球俱乐部S; Shanghai Shenhua Top Football Club)
- Dal 2001 al 2007: Shanghai Shenhua SVA Wen Guang Zuqiu Julebu (上海申花SVA文广足球俱乐部S; Shanghai Shenhua SVA SMEG Football Club)
- Dal 2007 al 2013: Shanghai Shenhua Liancheng Zuqiu Julebu (上海申花联盛足球俱乐部S; Shanghai Shenhua United Football Club)
- Nel 2014: Shanghai Lüdi Zuqiu Julebu (上海绿地足球俱乐部S; Shanghai Greenland Football Club)
- Dal 2014 al 2020: Shanghai Lüdi Shenhua Zuqiu Julebu (上海绿地申花足球俱乐部S; Shanghai Greenland Shenhua Football Club)
- Dal 2021: Shanghai Shenhua Zuqiu Julebu (上海申花足球俱乐部S; Shanghai Shenhua Football Club)

## Storia

### Ante-Shanghai Shenhua
Prima dello Shanghai Shenhua esisteva un altro club, che si chiamava East China, con sede a Shanghai (che, appunto, si trova nella parte Est della Cina), il quale nacque nell'ottobre del 1951. Il governo locale, poi, propose al team cinese di entrare a far parte della massima serie del campionato cinese di calcio. La proposta fu accettata ben volentieri, e l'East China arrivò subito secondo in campionato (il quale vide trionfare il Liaoning). Dopodiché, essendosi il calcio cinese molto ampliato, alla squadra fu concesso di chiamarsi Shanghai, proprio perché risiedevano nella città omonima. Successivamente, nel 1957, il nome divenne Shanghai Football Club.
Nel campionato del 1961 la Shanghai Football Club riuscì a imporsi in tutta la Cina come una delle maggiori squadre del calcio cinese, grazie anche alla vittoria del titolo nazionale. Anche il campionato del 1962 fu vinto dalla squadra di Shanghai, ma poi fin dopo il campionato del 1966 non riuscì più a ottenere titoli nazionali, continentali e internazionali. La crisi continuerà fino al 1991, anno nel quale lo Shanghai riesce a vincere la Coppa della Cina, la seconda dopo quella del 1951.

### Gli anni 90
Nel periodo degli anni 90, gli allenatori cinesi e anche i presidenti delle squadre chiedevano più competizione e professionismo dai giocatori, e allora lo Shanghai F.C., dopo aver ricevuto e accettato una richiesta di sponsorizzazione da Yu Zhifei, cambia il nome in Shanghai Shenhua Football Club il 10 dicembre 1993 (tra l'altro, Shanghai Shenhua, in cinese, significa Fiore di Shanghai). Alla gestione tecnica del club passò poi Xu Genbao (ex-allenatore della nazionale cinese), che aveva come obiettivo e traguardo il secondo scudetto della Jia-A League, dopo quello ottenuto nel 1995. Egli, però, non vi riuscì e allora venne licenziato. Al suo posto arrivarono numerosi allenatori di varia etnia, per aggiungere ai giocatori nuovi stili e tecniche di gioco. Il tecnico Muricy Ramalho è riuscito a vincere la Coppa della Cina del 1998.

### Il nuovo secolo nella Jia-A League
Alla fine del 2001, lo Shanghai Shenhua rescisse il contratto del team sponsorizzante Shanghai, e quindi la squadra firmò un contratto con ben due team sponsorizzanti: la SVA e la Shanghai Media & Entertainment Group. Perciò lo Shanghai Shenhua cominciò a farsi chiamare anche Shanghai SVA SMEG Football Club, conservando però anche il nome che aveva ottenuto affiliandosi con il team sponsorizzante Shanghai. Inoltre, nella sua rosa avrebbe rilevato anche nuove speranze del calcio cinese, provenienti dallo Shanghai 02.
Proprio dalla squadra giovanile dello Shanghai Shenhua venne promosso da allenatore delle giovanili a allenatore della prima squadra Wu Jingui, che fece prendere parte nella rosa della prima squadra numerosi giocatori giovani, legati allo Shanghai 02. Nella sua stagione di debutto, quella del 2003, l'allenatore cinese riesce a far conquistare alla squadra di Shanghai il suo 2º titolo in Jia-A League, il 4° complessivamente. Tuttavia, nel 2011 si venne a sapere che l'arbitro Lu Jun era stato corrotto con 350.000 yuan dal capo della federazione arbitrale cinese, Zhang Jianqiang, per essere propenso allo Shanghai Shenhua nel derby che la squadra avrebbe disputato contro lo Shanghai International, partita di vitale importanza per lo Shanghai Shenhua, vinta da quest'ultima per 4-1.  Lu Jun e Zhang Jianqiang furono duramente puniti dalla Federcalcio cinese e, successivamente, si scoprì che anche il manager generale dello Shanghai Shenhua aveva corrotto il presidente della federazione arbitrale cinese con 350.000 yuan. Nonostante in un primo momento la squadra fosse stata graziata (in quanto erano stati ritenuti colpevoli solo i singoli responsabili della combine e non l'intero club), il 18 febbraio 2013 la Federcalcio cinese cambiò parere e punì retroattivamente lo Shanghai Shenhua revocandogli il titolo vinto nel 2003, comminandogli una multa di un milione di yuan ed infliggendogli una penalità di 6 punti da scontare nella Chinese Super League 2013 dopo aver scoperto che sempre nel campionato del 2003 era stato truccando anche l'incontro tra lo Shanghai Shenhua e lo Shaanxi Guoli.

### Lo Shanghai Shenhua nella Chinese Super League

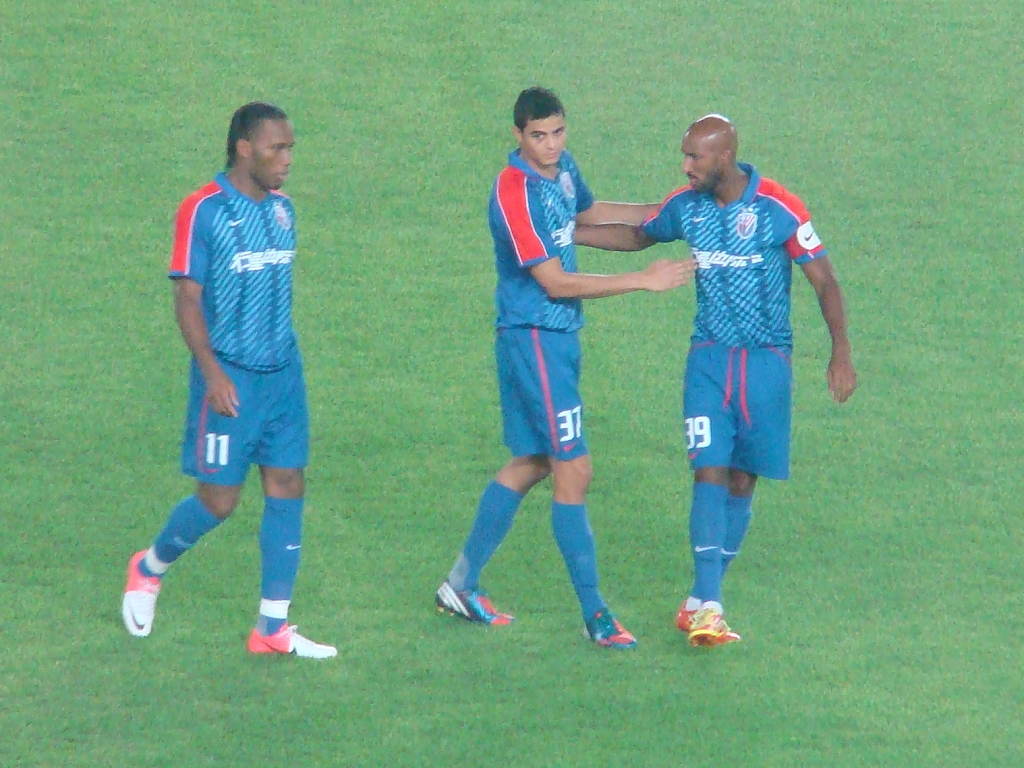
Didier Drogba, Giovanni Moreno e Nicolas Anelka contro il Guangzhou Evergrande nel luglio 2012

Nel 2007, dopo aver vinto l'ultima edizione della A3 Champions Cup, il presidente della squadra rivale dello Shanghai Shenhua, lo Shanghai United, comprò la maggioranza delle azioni del club principale di Shanghai. Quindi fuse le due squadre, lasciando come nome ufficiale il seguente: Shanghai Shenhua United Football Club. Il suo primo lavoro fu quello di licenziare l'allenatore dello Shanghai Shenhua ante-2007, sostituendolo con l'allenatore dello Shanghai United ante-2007, ossia Osvaldo Giménez. Tuttavia, a capo dell'area tecnica dello Shanghai Shenhua United ritornò Wu Jingui dopo 6 mesi, che però fu licenziato il 9 settembre 2008. Al suo posto venne invece assunto Jia Xiuquan, che lo sostituì lo stesso giorno.
Nel 2009, lo Shanghai Shenhua United fece la storia del calcio cinese. Fu infatti il primo club ad assumere un direttore generale estero che, in precedenza, era stato lui stesso allenatore della squadra. Fu infatti Osvaldo Giménez a diventare il nuovo direttore generale della squadra di Shanghai. Come allenatore venne assunto, invece, l'ex-PSV Stan Valkx, ma con cattivi risultati. Dopo la prestazione del 2011, il presidente Zhu Jun decise di acquistare un giocatore abbastanza forte da fare anche l'allenatore. Un cosiddetto calciatore-allenatore. Il 12 dicembre 2011, allora, la squadra comunicò, tramite la stampa e il sito ufficiale, che aveva appena acquistato questo tanto famigerato calciatore-allenatore: Nicolas Anelka, prelevato dal Chelsea. Tuttavia, la squadra guidata da Nicholas non andava tanto bene, tanto che il presidente decise di ingaggiare un allenatore, Sergio Batista, a supporto della squadra, dando a Anelka solo il ruolo di calciatore. Dopodiché, lo Shanghai Shenhua decise di acquistare un altro giocatore proveniente dal Chelsea. Si tratta di Didier Drogba, autore di una stagione perfetta alla squadra londinese, con la quale ha vinto praticamente tutto. Il contratto che il giocatore ivoriano ha firmato con la squadra di Shanghai è della durata di due anni e mezzo.
Il 31 gennaio 2014 il club viene acquistato dal Greenland Holding Group Company Limited. Il successivo 6 febbraio Greenland Holding Group Company Limited annuncia che il nome della squadra sarebbe diventato Shanghai Greenland Shenhua Football Club.

## Palmarès

### Competizioni nazionali
- Campionato cinese: 1

(1961), (1962), 1995, 2003
- Coppa della Cina: 4

(1956), (1991), 1998, 2017, 2019, 2023
- Supercoppa di Cina: 5  (record)

1996, 1999, 2002, 2024, 2025

### Competizioni internazionali
- A3 Champions Cup: 1

2007

## Organico

### Rosa 2024
Aggiornata al 29 gennaio 2024.
| N. |                       | Ruolo | Calciatore           |
| -- | --------------------- | ----- | -------------------- |
| 1  | Cina (bandiera)       | P     | Ma Zhen              |
| 3  | Cina (bandiera)       | D     | Jin Shunkai          |
| 4  | Cina (bandiera)       | D     | Jiang Shenglong      |
| 5  | Cina (bandiera)       | D     | Zhu Chenjie          |
| 6  | Francia (bandiera)    | C     | Ibrahim Amadou       |
| 7  | Cina (bandiera)       | C     | Xu Haoyang           |
| 8  | Cina (bandiera)       | C     | Dai Wai Tsun         |
| 9  | Brasile (bandiera)    | A     | André Luis           |
| 10 | Portogallo (bandiera) | C     | João Carlos Teixeira |
| 11 | Svizzera (bandiera)   | A     | Cephas Malele        |
| 13 | Portogallo (bandiera) | D     | Wilson Manafá        |
| 14 | Cina (bandiera)       | A     | Xie Pengfei          |
| 15 | Cina (bandiera)       | C     | Wu Xi                |
| 16 | Cina (bandiera)       | D     | Yang Zexiang         |
| 17 | Cina (bandiera)       | D     | Gao Tianyi           |
| 19 | Cina (bandiera)       | D     | Zhu Yue              |
| 20 | Cina (bandiera)       | C     | Yu Hanchao           |
| 21 | Cina (bandiera)       | C     | Cui Lin              |

| N. |                 | Ruolo | Calciatore      |
| -- | --------------- | ----- | --------------- |
| 22 | Cina (bandiera) | D     | Jin Yangyang    |
| 28 | Cina (bandiera) | C     | Cao Yunding     |
| 29 | Cina (bandiera) | A     | Zhou Junchen    |
| 30 | Cina (bandiera) | C     | Bao Yaxiong     |
| 32 | Cina (bandiera) | D     | Aidi Fulangxisi |
| 33 | Cina (bandiera) | C     | Wang Haijian    |
| 34 | Cina (bandiera) | A     | Lyu Chengyu     |
| 35 | Cina (bandiera) | D     | He Xin          |
| 36 | Cina (bandiera) | A     | Fei Ernanduo    |
| 38 | Cina (bandiera) | D     | Wen Jiabao      |
| 39 | Cina (bandiera) | C     | Liu Yujie       |
| 40 | Cina (bandiera) | D     | Huang Ming      |
| 41 | Cina (bandiera) | P     | Zhou Zhengkai   |
| 42 | Cina (bandiera) | D     | Wang Junqiang   |
| 43 | Cina (bandiera) | C     | Yang Haoyu      |
| 44 | Cina (bandiera) | P     | Liu Haoran      |
| 45 | Cina (bandiera) | C     | Han Jiawen      |

### Rosa 2023
Aggiornata al 30 dicembre 2023.
| N. |                       | Ruolo | Calciatore           |
| -- | --------------------- | ----- | -------------------- |
| 1  | Cina (bandiera)       | P     | Ma Zhen              |
| 3  | Cina (bandiera)       | D     | Jin Shunkai          |
| 4  | Cina (bandiera)       | D     | Jiang Shenglong      |
| 5  | Cina (bandiera)       | D     | Zhu Chenjie          |
| 6  | Francia (bandiera)    | C     | Ibrahim Amadou       |
| 7  | Cina (bandiera)       | C     | Xu Haoyang           |
| 8  | Cina (bandiera)       | C     | Liu Ruofan           |
| 9  | Cina (bandiera)       | C     | Dai Wai Tsun         |
| 10 | Portogallo (bandiera) | C     | João Carlos Teixeira |
| 11 | Svizzera (bandiera)   | A     | Cephas Malele        |
| 14 | Cina (bandiera)       | D     | Wang Hao             |
| 15 | Cina (bandiera)       | C     | Wu Xi                |
| 16 | Cina (bandiera)       | D     | Yang Zexiang         |
| 17 | Camerun (bandiera)    | A     | Christian Bassogog   |
| 19 | Cina (bandiera)       | P     | Zeng Cheng           |
| 20 | Cina (bandiera)       | C     | Yu Hanchao           |
| 21 | Cina (bandiera)       | C     | Zhu Baojie           |
| 22 | Cina (bandiera)       | D     | Jin Yangyang         |

| N. |                        | Ruolo | Calciatore          |
| -- | ---------------------- | ----- | ------------------- |
| 23 | Cina (bandiera)        | D     | Bai Jiajun          |
| 24 | Cina (bandiera)        | D     | Xu Yougang          |
| 25 | Cina (bandiera)        | C     | Peng Xinli          |
| 26 | Cina (bandiera)        | C     | Qin Sheng           |
| 27 | Cina (bandiera)        | A     | Zhu Jianrong        |
| 28 | Cina (bandiera)        | C     | Cao Yunding         |
| 29 | Cina (bandiera)        | A     | Zhou Junchen        |
| 30 | Cina (bandiera)        | C     | He Longhai          |
| 31 | Cina (bandiera)        | P     | Xue Qinghao         |
| 32 | Cina (bandiera)        | D     | Aidi Fulangxisi     |
| 33 | Cina (bandiera)        | C     | Wang Haijian        |
| 35 | Cina (bandiera)        | D     | Zhu Yue             |
| 37 | Cina (bandiera)        | C     | Sun Shilin          |
| 38 | Cina (bandiera)        | D     | Wen Jiabao          |
| 41 | Cina (bandiera)        | P     | Zhou Zhengkai       |
| 42 | Cina (bandiera)        | D     | Jiang Zhixin        |
|    | Stati Uniti (bandiera) | D     | Macario Hing-Glover |
|    | Cina (bandiera)        | D     | Li Yunqiu           |

### Rosa 2022
Aggiornata al 15 ottobre 2022.
| N. |                    | Ruolo | Calciatore          |
| -- | ------------------ | ----- | ------------------- |
| 1  | Cina (bandiera)    | P     | Ma Zhen             |
| 3  | Cina (bandiera)    | A     | Bi Jinhao           |
| 4  | Cina (bandiera)    | D     | Jiang Shenglong     |
| 5  | Cina (bandiera)    | D     | Zhu Chenjie         |
| 6  | Cina (bandiera)    | D     | Feng Xiaoting       |
| 7  | Cina (bandiera)    | C     | Alexander N'Doumbou |
| 8  | Cina (bandiera)    | D     | Zhang Lu            |
| 9  | Cina (bandiera)    | A     | Yang Xu             |
| 11 | Ecuador (bandiera) | C     | Miller Bolaños      |
| 12 | Cina (bandiera)    | C     | Wu Xi               |
| 16 | Cina (bandiera)    | D     | Li Yunqiu           |
| 17 | Camerun (bandiera) | A     | Christian Bassogog  |
| 18 | Cina (bandiera)    | D     | Denny Wang          |
| 19 | Cina (bandiera)    | P     | Zeng Cheng          |
| 20 | Cina (bandiera)    | C     | Yu Hanchao          |
| 21 | Cina (bandiera)    | C     | Zhu Baojie          |
| 22 | Cina (bandiera)    | D     | Jin Yangyang        |
| 23 | Cina (bandiera)    | D     | Bai Jiajun          |

| N. |                 | Ruolo | Calciatore      |
| -- | --------------- | ----- | --------------- |
| 24 | Cina (bandiera) | D     | Xu Yougang      |
| 25 | Cina (bandiera) | C     | Peng Xinli      |
| 26 | Cina (bandiera) | C     | Qin Sheng       |
| 27 | Cina (bandiera) | A     | Zhu Jianrong    |
| 28 | Cina (bandiera) | C     | Cao Yunding     |
| 29 | Cina (bandiera) | A     | Zhou Junchen    |
| 30 | Cina (bandiera) | C     | He Longhai      |
| 31 | Cina (bandiera) | P     | Xue Qinghao     |
| 32 | Cina (bandiera) | D     | Aidi Fulangxisi |
| 33 | Cina (bandiera) | C     | Wang Haijian    |
| 34 | Cina (bandiera) | D     | Yang Zexiang    |
| 35 | Cina (bandiera) | D     | Zhu Yue         |
| 36 | Cina (bandiera) | C     | Liu Ruofan      |
| 37 | Cina (bandiera) | C     | Sun Shilin      |
| 38 | Cina (bandiera) | D     | Wen Jiabao      |
| 39 | Cina (bandiera) | C     | Cong Zhen       |
| 41 | Cina (bandiera) | P     | Zhou Zhengkai   |
| 42 | Cina (bandiera) | D     | Jiang Zhixin    |

### Rosa 2021
Aggiornata al 13 agosto 2021.
| N. |                     | Ruolo | Calciatore                                      |
| -- | ------------------- | ----- | ----------------------------------------------- |
| 1  | Cina (bandiera)     | P     | Ma Zhen                                         |
| 2  | Cina (bandiera)     | D     | Aidi Fulangxisi                                 |
| 3  | Cina (bandiera)     | D     | Bi Jinhao                                       |
| 5  | Cina (bandiera)     | D     | Zhu Chenjie                                     |
| 6  | Cina (bandiera)     | D     | Feng Xiaoting                                   |
| 7  | Cina (bandiera)     | C     | Alexander N'Doumbou                             |
| 8  | Cina (bandiera)     | C     | Zhang Lu                                        |
| 9  | Polonia (bandiera)  | C     | Adrian Mierzejewski (in prestito dal Chongqing) |
| 10 | Colombia (bandiera) | C     | Giovanni Moreno                                 |
| 11 | Cina (bandiera)     | C     | Yu Hanchao                                      |
| 12 | Cina (bandiera)     | C     | Wu Xi                                           |
| 13 | Cina (bandiera)     | D     | Zhao Mingjian                                   |
| 14 | Guinea (bandiera)   | A     | Lonsana Doumbouya                               |
| 15 | Cina (bandiera)     | C     | Yang Xu                                         |
| 16 | Cina (bandiera)     | D     | Li Yunqiu                                       |
| 17 | Camerun (bandiera)  | A     | Christian Bassogog                              |

| N. |                          | Ruolo | Calciatore       |
| -- | ------------------------ | ----- | ---------------- |
| 18 | Cina (bandiera)          | D     | Denny Wang       |
| 19 | Cina (bandiera)          | P     | Zeng Cheng       |
| 21 | Cina (bandiera)          | C     | Zhu Baojie       |
| 22 | Croazia (bandiera)       | D     | Matej Jonjić     |
| 23 | Cina (bandiera)          | D     | Bai Jiajun       |
| 25 | Cina (bandiera)          | C     | Peng Xinli       |
| 26 | Cina (bandiera)          | C     | Qin Sheng        |
| 27 | Cina (bandiera)          | P     | Li Shuai         |
| 28 | Cina (bandiera)          | C     | Cao Yunding      |
| 29 | Cina (bandiera)          | C     | He Longhai       |
| 31 | Cina (bandiera)          | P     | Xue Qinghao      |
| 33 | Cina (bandiera)          | C     | Wang Haijian     |
| 35 | Cina (bandiera)          | D     | Zhu Yue Xiaoting |
| 37 | Cina (bandiera)          | C     | Sun Shilin       |
| 38 | Cina (bandiera)          | D     | Wen Jiabao       |
|    | Corea del Sud (bandiera) | A     | Kim Shin-wook    |

### Staff tecnico
- Choi Kang-hee - Allenatore
- Mao Yijun - Vice allenatore
- Antonio Díaz Carlavilla - Collaboratore tecnico
- Nano - Collaboratore tecnico
- Li Chengming - Collaboratore tecnico
- Yin Xifu - Collaboratore tecnico
- Wang Yun - Collaboratore tecnico
- Óscar Antonio - Preparatore atletico
- Emilio López Fernández - Allenatore dei portieri
- Côte Gallardo - Analista tecnico
- Wu Jingui - Direttore sportivo
- Ma Yue - Addetto stampa
- Joaquín Mas - Medico sociale
- Nie Lianjun - Medico sociale
- Wei Ming - Medico sociale
- Zou Qiwei - Medico sociale
- Carlos Lozano Romero - Fisioterapista
- Salvador Barragán Gamero - Fisioterapista
- Josep Carles Benitez Martinez - Fisioterapista
- Zhang Zhiyong - Responsabile dell'equipaggiamento
- Cui Xianzhe - Responsabile dell'equipaggiamento
- Wang Kan - Interprete
- Cao Yi - Interprete
- Zheng Kewei - Allenatore delle riserve
- Xu Yibin - Allenatore under-19
- David Pirri - Allenatore under-18
- Jaime Molina - Vice allenatore under-18
- Andy Beasley - Allenatore dei portieri under-18
- Dražen Besek - Allenatore under-16
- Andrija Balajić - Vice allenatore under-17

## Club affiliati
- Arsenal
- Chonburi
- Grasshopper
- Perth Glory
- Thanda Royal Zulu